# Larwa reofilna
Larwa reofilna – larwa przystosowana do znoszenia prądu wody (reofil), zamieszkująca głównie zimne wody płynące (górskie potoki), rzadziej wody stojące (wysokogórskie jeziora, źródła). Występuje u płazów i ryb.
Jeden z dwóch typów larw płazów ogoniastych. Larwa typu reofilnego charakteryzuje się posiadaniem krótkich i rzadkich blaszek skrzelowych oraz niskim fałdem płetwowym, którego punkt proksymalny najczęściej znajduje się w połowie tułowia lub u nasady ogona. Wśród  płazów spotykanych w Polsce larwy tego typu występują u salamandry.